# 遊☆戯☆王デュエルモンスターズGX タッグフォース3
『遊☆戯☆王デュエルモンスターズGX タッグフォース3』（ゆうぎおうデュエルモンスターズジーエックス タッグフォース3）は、コナミデジタルエンタテインメントから2008年11月27日に発売されたテレビアニメ『遊☆戯☆王デュエルモンスターズGX』を題材とした PlayStation Portable用対戦型カードゲーム。『遊☆戯☆王 タッグフォース』シリーズ第3作目である。

## 概要
アニメ3年目以降に登場したユベル、ミスターT、藤原優介、覇王が初参戦。『遊☆戯☆王デュエルモンスターズGX タッグフォース』および『遊☆戯☆王デュエルモンスターズGX タッグフォース2』に登場したキャラクターが全て登場している。
収録カードが大幅増加している。「CROSSROADS OF CHAOS」までと、海外版先行販売カードや『遊☆戯☆王ファイブディーズ デュエルターミナル』での新規カード、オリジナルカードを含め約3500枚以上を収録している。『遊☆戯☆王』のコンピューターゲーム機作品では、『遊☆戯☆王ファイブディーズ オフィシャルカードゲーム 』のマスタールールに準拠する最初の作品となった。そのため、『遊☆戯☆王デュエルモンスターズGX』がベースのゲームながらシンクロ召喚が可能。キャラクターエンディングCGの大幅増加。サブキャラクターにも個々のキャラクター作りが行われたほか、メインキャラクターにはアニメクライマックスを舞台にしたパラレルストーリーが用意されている。このように前作までの作品に比べてキャラクターゲームとしての要素が強化されている。

## ストーリー
今回のストーリーは卒業式の卒業模範タッグデュエルの卒業生代表として鮫島校長から推薦されるところから始まる。
この冒頭イベントは共通だが、『遊☆戯☆王デュエルモンスターズGX タッグフォース2』と同様タッグパートナーによりストーリーが変化し、冒頭イベント後はそれぞれ個別のストーリーが展開される。

## ゲームシステム
ノーマルデュエル
『遊☆戯☆王ファイブディーズ オフィシャルカードゲーム』のマスタールールで戦うデュエル方式。前作同様デュエル開始時に自分がデュエルするかパートナーが単独でデュエルするかを選択できる。
タッグデュエル
2人1組で戦う特殊なデュエル方式。基本的なルールはノーマルデュエルと同じ。ライフポイント・フィールド・墓地を2人で共有する。交互にプレイヤーを変更しながら戦う。お互いのデッキ構成のシナジーが勝利への鍵となる。今作でも通信対戦でのタッグデュエルが可能である。
好感度
ストーリー進行に好感度が必要で、ハートを1つためるごとにイベントが進み、4つためた後のイベント後EDを迎えるようになった。好感度はデュエルに勝利する、特定の場所に移動する、ドローパンを贈る等をすると上昇する。前作とは逆に、ドローパンでの上昇率は非常に控えめで、デュエルでの上昇率が大幅に上がっている。
ミニゲーム
タッグパートナーの好感度を上昇させることができるミニゲーム。高得点であれば上昇するが、失敗した場合には逆に下がってしまう。
ドローパン
前作同様、購買で購入できる。タッグパートナーの好物のドローパンをあげる事ができれば好感度が上昇するが、逆に嫌いなものをあげると好感度は下がってしまう。ストーリーを進める上で必要な好感度を上げられ、「黄金のタマゴパン」は一気に好感度を上昇させられるが、今作では全体的に上昇率が大幅に下がっているため、ストーリー進行には役立ちづらい。「自分で食べる」という選択肢を選んだ場合カード1枚を入手できる。購入額は200DPとなっている。
デュエリスト名鑑
登場キャラクターの立ち絵のグラフィックを閲覧できる。さらに、ゲームクリアしたキャラクターには、サウンドテストが追加され、ゲーム中で使用された台詞を自由に聞くことができるようになる。今作ではキャラクターのプロフィールは記されなくなっている。
フォトギャラリー
本作で追加された新システム。ゲーム内で一度見たムービーと、エンディングイラストを自由に鑑賞できるようになった。さらに、1と2をUMD認識させることで、認識させたソフトに使用されていたイラストも閲覧できるようになる。
カードアルバム
カードに使用されているイラストを閲覧できるコレクションモード。高解像度で閲覧することが可能で、画像を拡大したり、細部まで細かく見ることができる。ただし、閲覧できるイラストはゲーム内で該当するカードを入手しているものに限られる。
カード変換機
複数枚のカードを別のカードに変換してくれる。ただし、変換には、かなりの枚数が必要であるほか、変換機限定でしか入手できないレアカードも存在する。
カードレンタル
『遊☆戯☆王ファイブディーズ オフィシャルカードゲーム』のカードに記されている、8桁のナンバーを入力することでそのカードを入手できるシステム。ただし、このカードを使用した場合にはペナルティーとしてカードレンタル料が発生する。
UMD認識
他のゲームのUMDを認識させる事でカードを入手するシステム。ゲームタイトルにより入手できるカードは1つ1つ違いカード購入もままならない序盤では非常に重宝する。

## 登場人物

### メインキャラクター
- 主人公:ボイス無し
- 遊城十代（ゆうき じゅうだい）:KENN
- 万丈目準（まんじょうめ じゅん）:松野太紀
- 丸藤翔（まるふじ しょう）:鈴木真仁
- 前田隼人（まえだ はやと）:蓮岳大
- 三沢大地（みさわ だいち）:増田裕生
- 天上院明日香（てんじょういん あすか）:小林沙苗
- 丸藤亮（まるふじ りょう）:前田剛
- 天上院吹雪（てんじょういん ふぶき）:遊佐浩二
- 枕田ジュンコ（まくらだ じゅんこ）:谷内友美
- 浜口ももえ（はまぐち ももえ）:長浜満里子
- 早乙女レイ（さおとめ れい）:仙台エリ
- クロノス・デ・メディチ:清水宏
- ナポレオン：龍田直樹
- ティラノ剣山（てぃらのけんざん）:下崎紘史
- エド・フェニックス:石田彰
- ヨハン・アンデルセン:入絵加奈子
- オースチン・オブライエン:川本成
- ジム・クロコダイル・クック:岩橋直哉
- アモン・ガラム:峯暢也
- 大徳寺（だいとくじ）:山口勝平
- 鮫島校長（さめじまこうちょう）:ボイス無し
- 鮎川恵美（あゆかわ えみ）:根谷美智子
- 樺山教授（かばやまきょうじゅ）:ボイス無し
- ファラオ:ボイス無し
- トメ:長浜満里子
- セイコ:釘宮由稀
- 大山平（たいざん たいら）:土田大
- 万丈目長作（まんじょうめ ちょうさく）:平野貴裕
- 万丈目正司（まんじょうめ しょうじ）:冨田真
- ボーイ:勝杏里
- 人造人間－サイコ･ショッカー（じんぞうにんげん さいこしょっかー）:鶴岡聡
- サラ:水谷優子
- ブラック・マジシャン・ガール:中尾友紀
- 迷宮兄弟・兄（めいきゅうきょうだい あに）:竹本英史
- 迷宮兄弟・弟（めいきゅうきょうだい おとうと）:西村仁
- アビドス三世（あびどすさんせい）:宮野真守
- タニヤ:小宮和枝
- タイタン:若本規夫
- カミューラ:入絵加奈子
- アムナエル:山口勝平
- ダークネス:遊佐浩二
- 首領・ザルーグ（どん ざるーぐ）:楠大典
- 影丸（かげまる）:神奈延年
- プロフェッサー・コブラ:高塚正也
- 斎王美寿知（さいおう みずち）:櫻井智
- 斎王琢磨（さいおう たくま）:子安武人
- ユベル:鶴ひろみ
- 藤原 優介（ふじわら ゆうすけ）:成瀬誠
- ミスターT:郷田ほづみ
- 墓守の長:ボイス無し

### サブキャラクター
総勢70人近くに上るゲームオリジナルキャラクター達。いわゆるサブキャラであるが、11人もの声優がボイスを担当しており、女子生徒には専用グラフィックスが用意されている者も多数存在する。
- 一般男子生徒:下崎紘史、石橋美佳、岩間健児、平野貴裕、冨田真
- 一般女子生徒:鮭延未可、吉田麻子、釘宮由稀、中尾友紀、谷内友美
- 一般教師:木内秀信

## 関連書籍
- 遊☆戯☆王デュエルモンスターズGX TAG FORCE 3 クライマックスタッグデュエル（Vジャンプブックス）（2008年11月27日発行、ISBN 978-4087794779）